# Distretto di Zomin
Il distretto di Zomin è uno dei 12 distretti della Regione di Djizak, in Uzbekistan. Il capoluogo è Zomin.